# Modo imperativo
O modo imperativo é o modo verbal pelo qual se expressa uma ordem, pedido, desejo, súplica, conselho, convite, sugestão, recomendação, solicitação, orientação, alerta ou aviso. Este modo pode ser afirmativo ou negativo. No modo imperativo negativo é necessário uma palavra negativa precedendo o verbo. Sempre se retira a palavra

## Formação
No imperativo, não é presente a primeira pessoa do singular (eu). Pode-se posicionar os pronomes pessoais após os verbos. Retira-se a palavra que do presente do subjuntivo.

### Afirmativo ou positivo
- Segunda pessoa (singular e plural): usa-se o verbo conjugado nas segundas pessoas do singular e plural, respectivamente, do presente do indicativo, cortando-se a última letra s.
  - Exemplo 1: Corre (tu) até aqui.
- Terceira pessoa (singular e plural): usa-se o verbo conjugado nas terceiras pessoas do singular e plural, respectivamente, do presente do subjuntivo. 
  - Exemplo 1: Corra (ele,ela) até lá.
- Primeira pessoa (apenas plural): usa-se o verbo conjugado na primeira pessoa do plural do presente do subjuntivo. Não se corta a letra s. 
  - Exemplo 1: Façamos (nós) aquilo.

### Negativo
O modo negativo requer que um advérbio negativo preceda o verbo conjugado. 
- Primeira pessoa (apenas plural), segunda e terceira pessoas (singular e plural): usa-se o verbo conjugado do singular e plural, respectivamente, do presente do subjuntivo. Não se corta a letra s.
  - Exemplo 1: Não corras (tu) para lá.

## Exemplos de conjugação no Imperativo
Verbo amar no Imperativo afirmativo:
- ama tu
- ame você/ele
- amemos nós
- amai vós
- amem vocês/eles

Verbo fazer no Imperativo afirmativo: 
- faze ou faz tu
- faça você/ele
- façamos nós
- fazei vós
- façam vocês/eles

Verbo amar no Imperativo negativo:
- não ames tu
- não ame você/ele
- não amemos nós
- não ameis vós
- não amem vocês/eles

Verbo fazer no Imperativo negativo:
- não faças tu
- não faça você/ele
- não façamos nós
- não faças vós
- não façam vocês/eles

## Exceção à regra
Verbo ser:
- sê tu (e não é tu)
- seja você
- sejamos nós
- sede vós (e não soi vós)
- sejam vocês
- Também os verbos saber (saiba etc.), dar (dê); ir (vá etc.); estar (esteja etc.) e haver (haja etc.)